# Rêu nước lá lưỡi liềm
Rêu nước lá lưỡi liềm (danh pháp khoa học: Sphagnum cuspidatulum) là một loài rêu trong họ Sphagnaceae. Loài này được Müll. Hal. mô tả khoa học đầu tiên năm 1874.